# Оль, Анна Егоровна
Анна Егоровна Оль (род. 24 июня 1985) — российская балерина.

## Биография
Родилась в Красноярске в семье государственного служащего. Занятия в студии танца привели к решению стать балериной. После окончания в 2003 году Красноярского хореографического училища (ученица заслуженного педагога России Светланы Петровны Михеевой) была принята в Красноярский государственный театр оперы и балета. Премьера выпускницы состоялась через несколько месяцев на гастролях в Британии. В Красноярском театре она танцевала принцессу Аврору в балете «Спящая красавица», Джульетту («Ромео и Джульетта»), Одетту-Одиллию («Лебединое озеро»), Анну («Анюта»), Фригию («Спартак»), Золушку («Золушка»), Мари («Щелкунчик») и др. Танцевала также в Пермском и Казанском театрах. В 2010 году в Красноярском театре стала исполнительницей роли Тао Хоа в постановке балета «Красный мак» Глиэра — отмечена за «Лучшую женскую роль в музыкальном спектакле». Восемь месяцев, как приглашенная балерина, танцевала в Михайловском театре — танцевала в балете «Дон Кихот», «Баядерка». В 2012—2015 годах являлась ведущей солисткой балетной труппы Московского музыкального театра им. К. С. Станиславского и Вл. И. Немировича-Данченко — исполняла роли в спектаклях «Золушка», «Манон», «Сильфида», «Баядерка» (Никия), «Майерлинг» (Мария Вечера), «Щелкунчик», «Маленькая смерть. Шесть танцев», «Лебединое озеро», «Восковые крылья».
В настоящее время Анна Оль — одна из четырёх прим-балерин Нидерландского национального балета (англ. Dutch National Ballet); много танцует, участвовала в балете «Жизель» в постановке Рашель Божан, вместе с Ларисой Лежниной — в балетах Ханса Ван Манена,Баядерка Натальи Макаровой и др.
Приглашенная балерина в Дрезденском театре оперы и балета, в Берлинской опере.
Является лауреатом первой премии Всероссийского конкурса имени Г. Улановой 2008 года, международного конкурса «Арабеск-2010» в Перми, премии «Душа танца» в номинации «Восходящая звезда».
Лауреат премии международного фестиваля Dance open «Мисс виртуозность» 2018.